# 短序栝楼
短序栝楼（学名：Trichosanthes baviensis），为葫芦科栝楼属下的一个植物种。